# Zwelitsha
Zwelitsha è una città del Sudafrica, nella provincia del Capo Orientale. Fa parte della municipalità metropolitana di Buffalo City.